# Bancroft (Wirginia Zachodnia)
Bancroft – miasto w Stanach Zjednoczonych, w stanie Wirginia Zachodnia, w hrabstwie Putnam.